# 디와이엔터테인먼트
(주)디와이엔터테인먼트는 대한민국의 연예 기획사로 개그맨 신동엽이 설립하였다. 창립자인 신동엽의 이름을 따 이름이 지어졌다. 팝콘필름은 2007년 ㈜도너츠미디어, 2008년 ㈜워크원더스, 2008년 12월 4일 ㈜디초콜릿이앤티에프로 상호 변경하였다. 2009년 3월 19일 모기업 ㈜디초콜릿이앤티에프에 피흡수합병되어 폐업하였다.
창립자인 신동엽은 2006년 1월부터 2007년 3월까지 사내이사로 있었으며 문화방송 프로듀서를 지낸 은경표는 회사 대표이사를 지냈고 TvN이 해당 회사와 기획 제작 출연진 교류 등에 관한  전략적 제휴를 맺기도 했다.